# Discothyrea crassicornis
Discothyrea crassicornis är en myrart som beskrevs av Clark 1926. Discothyrea crassicornis ingår i släktet Discothyrea och familjen myror. Inga underarter finns listade i Catalogue of Life.